# Gle Babahguga
Gle Babahguga är en kulle i Indonesien.   Den ligger i provinsen Aceh, i den västra delen av landet, 1 800 km nordväst om huvudstaden Jakarta. Toppen på Gle Babahguga är 190 meter över havet, eller 100 meter över den omgivande terrängen. Bredden vid basen är 0,87 km.
Terrängen runt Gle Babahguga är varierad. Havet är nära Gle Babahguga västerut.Runt Gle Babahguga är det ganska tätbefolkat, med 155 invånare per kvadratkilometer. Närmaste större samhälle är Banda Aceh, 19,1 km norr om Gle Babahguga. I omgivningarna runt Gle Babahguga växer i huvudsak städsegrön lövskog.